# Gonodes albifissa
Gonodes albifissa är en fjärilsart som beskrevs av Druce 1908. Gonodes albifissa ingår i släktet Gonodes och familjen nattflyn. Inga underarter finns listade i Catalogue of Life.